# Calyptomyrmex
Calyptomyrmex é um gênero de insetos, pertencente a família Formicidae.

## Espécies
- Calyptomyrmex arnoldi (Forel, 1913)
- Calyptomyrmex asper Shattuck, 2011
- Calyptomyrmex barak Bolton, 1981
- Calyptomyrmex beccarii Emery, 1887
- Calyptomyrmex brevis Weber, 1943
- Calyptomyrmex brunneus Arnold, 1948
- Calyptomyrmex caledonicus Shattuck, 2011
- Calyptomyrmex clavatus Weber, 1952
- Calyptomyrmex claviseta (Santschi, 1914)
- Calyptomyrmex danum Shattuck, 2011
- Calyptomyrmex duhun Bolton, 1981
- Calyptomyrmex foreli Emery, 1915
- Calyptomyrmex fragarus Shattuck, 2011
- Calyptomyrmex friederikae Kutter, 1976
- Calyptomyrmex fritillus Shattuck, 2011
- Calyptomyrmex grammus Shattuck, 2011
- Calyptomyrmex kaurus Bolton, 1981
- Calyptomyrmex lineolus Shattuck, 2011
- Calyptomyrmex loweryi Shattuck, 2011
- Calyptomyrmex nedjem Bolton, 1981
- Calyptomyrmex nummuliticus Santschi, 1914
- Calyptomyrmex ocullatus Shattuck, 2011
- Calyptomyrmex piripilis Santschi, 1923
- Calyptomyrmex rectopilosus Dlussky & Radchenko, 1990
- Calyptomyrmex rennefer Bolton, 1981
- Calyptomyrmex retrostriatus Shattuck, 2011
- Calyptomyrmex ryderae Shattuck, 2011
- Calyptomyrmex sabahensis Shattuck, 2011
- Calyptomyrmex shasu Bolton, 1981
- Calyptomyrmex singalensis Baroni Urbani, 1975
- Calyptomyrmex sparsus Shattuck, 2011
- Calyptomyrmex stellatus Santschi, 1915
- Calyptomyrmex tamil Baroni Urbani, 1975
- Calyptomyrmex taylori Shattuck, 2011
- Calyptomyrmex tensus Bolton, 1981
- Calyptomyrmex vedda Baroni Urbani, 1975
- Calyptomyrmex wittmeri Baroni Urbani, 1975